# 이준엽
이준엽(1990년 5월 21일 ~ )은 대한민국의 축구 선수이며 포지션은 미드필더이다.

## 축구인 경력

### 선수 경력
2011년 김학범 감독이 이끌던 허난 젠예에 입단하였다. 2011년 내셔널리그 강릉시청으로 이적하였다.
2013 K리그 드래프트에 신청해 강원 FC에 지명되었다. 2013년 10월 27일 전남 드래곤즈와의 경기에서 전반 44분 페널티킥을 성공시키며 데뷔골을 기록했으며 팀은 2-1로 승리했다.